# Nodar Dzhordzhikiya
Nodar Dzhordzhikiya, né le 15 novembre 1921, à Koutaïssi, dans la République socialiste soviétique de Géorgie, mort le 1er juin 2008, est un ancien joueur soviétique de basket-ball.

## Palmarès
- Finaliste des Jeux olympiques 1952
- Champion d'Europe 1947